# Jingjiang
Jingjiang is een stad gelegen aan de noordelijke linkeroever van de Yangtze in de provincie Jiangsu in het oosten van China.
Jingjiang ligt in de stadsprefectuur Taizhou en is een satellietstad van Taizhou met de status van stadsarrondissement.  De stad had bij de census van 2010 684.360 inwoners. 
Jingjiang is sinds 1997 over de Jiangstekiang heen door de Jiangyinbrug verbonden met de stad Jiangyin gelegen in de stadsprefectuur Wuxi. De hangbrug is een kwart eeuw na bouw met een grootste overspanning van 1.385 meter nog steeds een de tien langste hangbruggen ter wereld. Over de brug loopt de G2 autosnelweg.
Het staalbedrijf Jingjiang Special Steel is in Jingjiang gevestigd. Het behoort tot de CITIC Pacific Special Steel Group.